# 삔더야 동굴

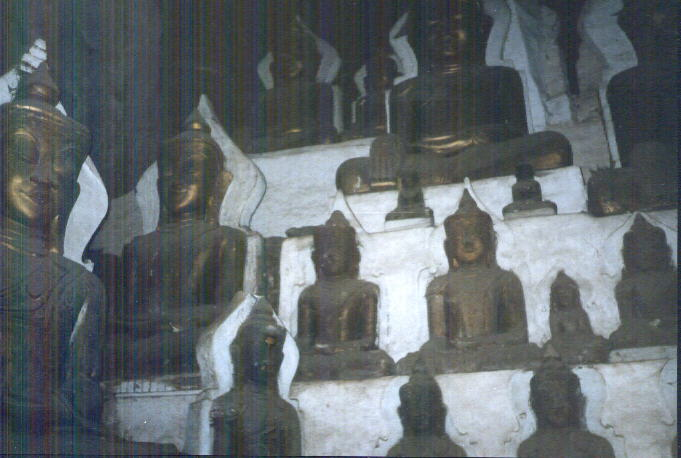
삔더야 동굴 내부(2010년)

삔더야 동굴(버마어: ပင်းတယဂူ 삔더야 구)은 미얀마 샨 주 삔더야에 있는 동굴이다. 200개의 계단을 올라가면 동굴의 입구가 나온다. 동굴 입구에 황금색의 파고다가 있고, 동굴 안에는 총 8,000개의 불상들이 안치되어 있다.